# Chris Candido Memorial Tag Team Tournament
Chris Candido Memorial Tag Team Tournament – turniej wrestlingu zorganizowany w 2005 przez amerykańską federację Total Nonstop Action Wrestling (TNA), w którym wzięło udział osiem drużyn rywalizujących na zasadzie systemu pucharowego. Organizacja ustanowiła te zawody, aby uczcić pamięć swojego zawodnika, Chrisa Candido, który zmarł w kwietniu 2005 w wyniku powikłań pooperacyjnych. Jest to jedyna edycja tego turnieju, chociaż początkowo zapowiedziano, że będzie wydarzeniem cyklicznym. Rozgrywki odbyły się 16 sierpnia 2005 podczas nagrań do programu telewizyjnego federacji, TNA Impact!, po czym pojedynki były emitowane w każdy piątek od 19 sierpnia do 9 września.
Zgodnie z zamysłem każdy z ośmiu zespołów miał składać się z jednego doświadczonego i jednego młodego zawodnika. Uczestnikami zawodów byli: Abyss, Shark Boy, Alex Shelley, Sean Waltman, B.G. James, Cassidy Reilly, Chris Sabin, Shocker, Kip James, Petey Williams, Konnan, Lance Hoyt, Mikey Batts, Simon Diamond, Ron Killings i Sonjay Dutt.
Chris Candido Memorial Tag Team Tournament był recenzowany przez krytyków, którzy ocenili poziom pojedynków jako poprawny lub dobry.

## Tło
Chris Candido był amerykańskim wrestlerem, który rozpoczął występy w TNA w 2005. Na Lockdown (24 kwietnia) Candido połączył siły z Lance’em Hoytem w walce z Apolo i Sonnym Siakim w Six Sides of Steel Cage matchu. Podczas spotkania  doznał zwichnięcia kostki, złamania kości piszczelowej i strzałkowej. Kontuzja wymagała przeprowadzenia operacji chirurgicznej, której zawodnik poddał się 25 kwietnia. Kości zespolono za pomocą płytki i śrub. Jego przerwa od rywalizacji w ringu miała potrwać od dwóch do trzech miesięcy. 28 kwietnia Candido, przebywając w domu, poczuł się źle i upadł, dlatego tego samego dnia został przewieziony do szpitala, gdzie zmarł. Przyczyną śmierci było powikłania pooperacyjne.
TNA wydało 29 kwietnia publiczne oświadczenie w tej sprawie, natomiast w odcinku Impactu! z tego samego dnia na początku i końcu programu wyemitowano materiał wspomnieniowy. Na Hard Justice (15 maja) dziesięciokrotnie uderzono w gong, a na krześle stojącym w centrum ringu położono zdjęcie Candido, parę butów i pas NWA World Tag Team Championship. Część środków ze sprzedaży płyt DVD TNA przeznaczyło na Chris Candido Memorial Fund. Początkowo federacja skłaniała się ku usunięciu z płyty meczu, w którym brał udział Candido, lecz rodzina zmarłego prosiła o pozostawienie tego pojedynku. Na dysku znalazł się także hołd dla zawodnika.
Turniej został ogłoszony w sierpniu 2005 przez redaktora TNA, Billy’ego Banksa. Ujawnił on oficjalną nazwę zawodów „2005 Chris Candido Memorial Tag Team Tournament” i dodał, że federacja planuje, aby były to zawody doroczne. Banks ogłosił także, że w turnieju wezmą udział doświadczeni zawodnicy, a ich partnerami drużynowymi zostaną ich młodsi koledzy. Koncepcja zawodów została wyjaśniona w odcinku Impactu! z 19 sierpnia przed rozegraniem pierwszego pojedynku. Turniej został stworzony w taki sposób, aby naśladować rolę powierzoną Candido. Doświadczony Candido kierował młodym zespołem The Naturals (Andy Douglas i Chase Stevens). Poprowadził on ich 29 kwietnia do zwycięstwa i zdobycia NWA World Tag Team Championship przeciwko America’s Most Wanted (Chris Harris i James Storm). Wspomniany odcinek został nagrany 26 kwietnia tuż przed jego śmiercią.
Osiem drużyn zostało wyłonionych losowo. Składy zespołów były następujące: Abyss (weteran) i Shark Boy (młodzik), Alex Shelley (młodzik) i Sean Waltman (weteran), B.G. James (weteran) i Cassidy Reilly (młodzik), Chris Sabin (młodzik) i Shocker (weteran), Kip James (weteran) i Petey Williams (młodzik), Konnan (weteran) i Lance Hoyt (młodzik), Mikey Batts (młodzik) i Simon Diamond (weteran), w końcu zaś Ron Killings (weteran) i Sonjay Dutt (młodzik). Larry Zbyszko, członek komitetu NWA Championship, zapowiedział, że na Unbreakable (11 września) odbędzie się Four Way Elimination Tag Team match o NWA World Tag Team Championship, w którym wezmą udział obrońcy tytułu – The Naturals, Americas Most Wanted, Team Canada i zwycięzcy Chris Candido Memorial Tag Team Tournament.

## Turniej

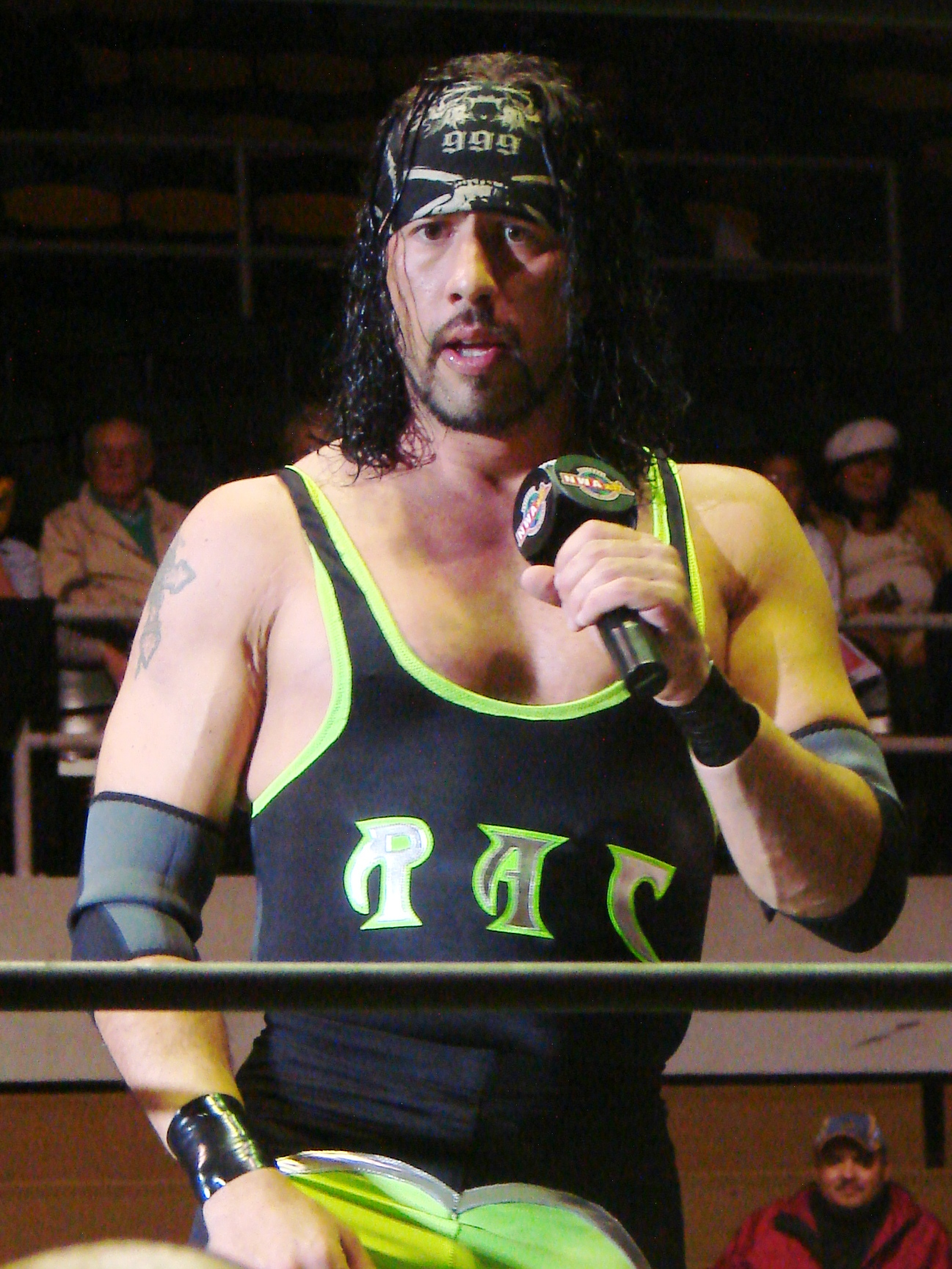
Sean Waltman wraz z Alexem Shelleyem wygrał Chris Candido Memorial Tag Team Tournament

Chris Candido Memorial Tag Team Tournament obejmował siedem meczów z udziałem ośmiu drużyn. Zawodnicy odgrywali role pozytywnych (face) lub negatywnych bohaterów (heel), którzy rywalizują pomiędzy sobą w seriach walk mających budować napięcie. Turniej składał się z trzech rund: ćwierćfinału, półfinału i finału. Wszystkie etapy rozgrywek miały miejsce w programie telewizyjnym TNA, Impact!. Spotkania zostały nagrane 16 sierpnia i były wyemitowane 19 i 26 sierpnia oraz 2 i 9 września.

### Ćwierćfinały
W pierwszym z dwóch meczów ćwierćfinałowych, wyemitowanych 19 sierpnia, Chris Sabin i Shocker zwyciężyli Mikeya Battsa i Simona Diamonda w czasie siedmiu minut. Sabin odniósł zwycięstwo dla swojego zespołu po wykonaniu na Battsie Cradle Shocka. W drugiej walce skonfrontowali się ze sobą B.G. James i Cassidy Reilly przeciwko Ronowi Killingsowi i Sonjayowi Duttowi. Walkę wygrała druga z wymienionych drużyn, gdy Dutt w 4 minucie i 14 sekundzie przypiął Reilly’ego w wyniku zastosowania 450° aerial splashu.
Dalsze dwa pojedynki wyemitowano 26 sierpnia. Alex Shelley i Sean Waltman stawili czoło Abyssowi i Shark Boyowi w pojedynku trwającym 4 minuty i 10 sekund. Shelley uzyskał awans swojego zespołu do następnej rundy, kończąc mecz Shellshockiem zastosowanym na Shark Boyu. Nieco później Lance Hoyt i Konnan zmierzyli się z Kipem Jamesem i Peteyem Williamsem. W 6 minucie i 47 sekundzie Hoyt uderzył butem w twarz Kipa i przypiął go.

### Półfinały
Alex Shelley i Sean Waltman triumfowali nad Lance’em Hoytem i Konnanem w pierwszym pojedynku półfinałowym, rozegranym 2 września. Podczas meczu Hoyt uderzył butem w twarz Waltmana, po czym podjął próbę przypięcia, ale sędzia, skupiony na pozaringowym działaniu Kipa Jamesa, nie dostrzegł tego manewru. Hoyt próbował przegonić nieproszonego gościa, co wykorzystał Waltman, uderzył rywala w krocze i przypiął go po wykonaniu X Factor. Tego samego wieczoru Chris Sabin i Shocker pokonali Sonjaya Dutta i Rona Killingsa. W trakcie meczu Sabin przypadkowo uderzył swojego partnera w twarz, lecz mimo nieporozumienia i ofensywy rywali, udało mu się pokonać Dutta za pomocą la magistral.

### Finał
Ostatnia runda odbyła się 9 września z udziałem Chrisa Sabina i Shockera oraz Alexa Shelleya i Seana Waltmana. Shelley zdominował Sabin w wyniku zastosowania dźwigni. Następnie akcja przeniosła się poza ring, gdy Waltman wykonał skok ponad linami na przeciwników. Chwilę później Sabin wspiął się na górną linę, aby wykonać dropkick Shelleyowi, jednak przypadkowo ugodził atakiem Shockera. Po sprawdzeniu stanu towarzysza odwrócił się i został kopnięty w szczękę przez Shelleya. Po tym uderzeniu opuścił pole walki z powodu kontuzji. Waltman wykorzystał nieuwagę arbitra, kopnął Shockera w krocze i zakończył mecz X Factorem, zapewniając swojej drużynie zwycięstwo w turnieju i udział w Four Way Elimination Tag Team matchu o NWA World Tag Team Championship na Unbreakable. Pojedynek trwał 7 minut i 20 sekund.

## Drabinka turnieju
|  | Ćwierćfinały (TNA Impact!)  | Ćwierćfinały (TNA Impact!)  |                             |      | Półfinały (TNA Impact!) | Półfinały (TNA Impact!) |  |  | Finał (TNA Impact!) | Finał (TNA Impact!) |
|  |                             |                             |                             |      |                         |                         |  |  |                     |                     |
|  |                             |                             |                             |      |                         |                         |  |  |                     |                     |
|  |                             |                             |                             |      |                         |                         |  |  |                     |                     |
|  | Chris Sabin i Shocker       | Pin                         |                             |      |                         |                         |  |  |                     |                     |
|  | Chris Sabin i Shocker       | Pin                         |                             |      |                         |                         |  |  |                     |                     |

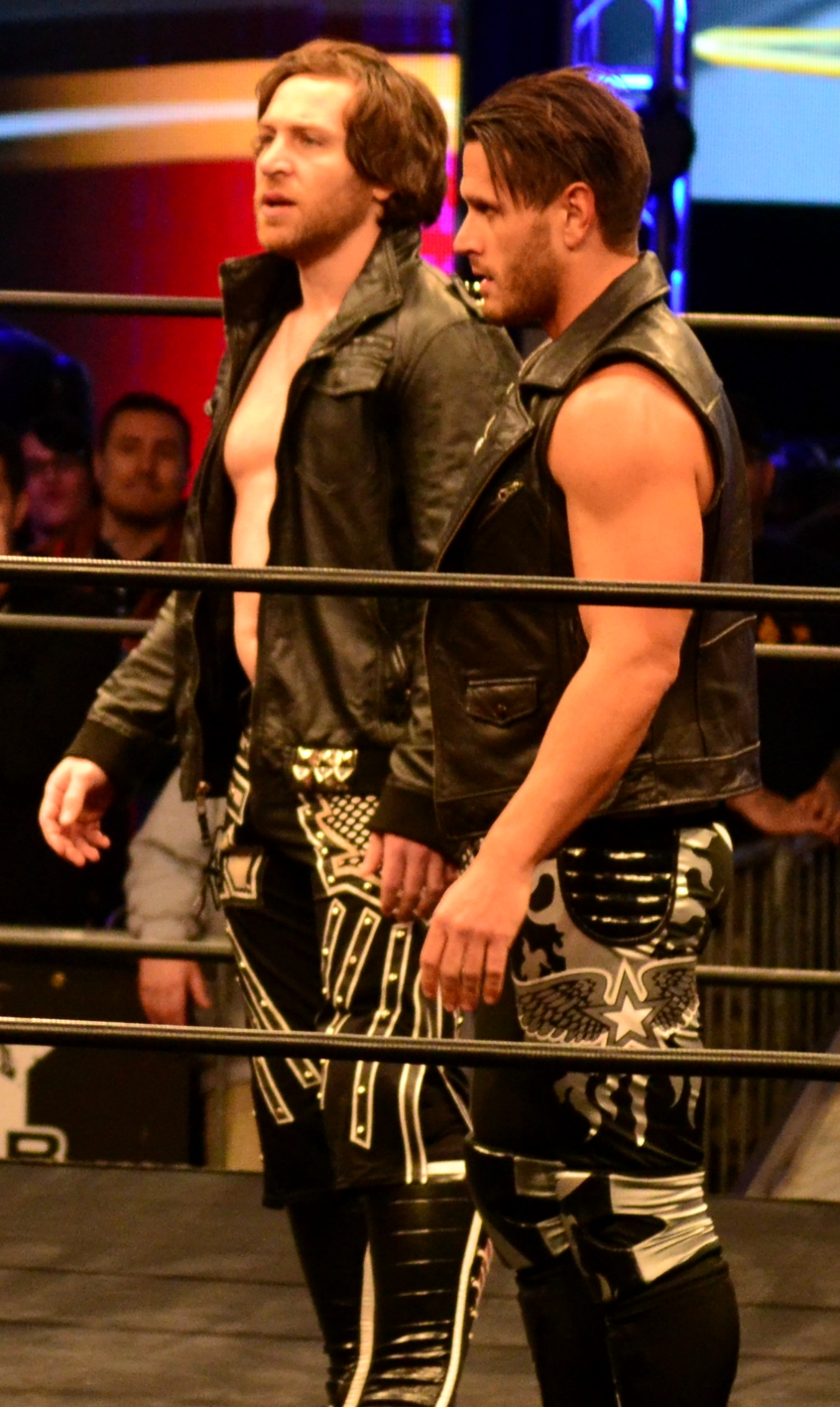
Chris Sabin (z lewej) i Alex Shelley (z prawej), uczestnicy Chris Candido Memorial Tag Team Tournament

|  | Mikey Batts i Simon Diamond | 7:00                        |                             |      |                         |                         |  |  |                     |                     |
|  | Mikey Batts i Simon Diamond | 7:00                        | Chris Sabin i Shocker       | Pin  |                         |                         |  |  |                     |                     |
|  |                             |                             | Chris Sabin i Shocker       | Pin  |                         |                         |  |  |                     |                     |
|  |                             | Ron Killings i Sonjay Dutt  | 7:49                        |      |                         |                         |  |  |                     |                     |
|  | B.G. James i Cassidy Reilly | Ron Killings i Sonjay Dutt  | 7:49                        | 4:14 |                         |                         |  |  |                     |                     |
|  | B.G. James i Cassidy Reilly |                             |                             | 4:14 |                         |                         |  |  |                     |                     |
|  | Ron Killings i Sonjay Dutt  | Pin                         |                             |      |                         |                         |  |  |                     |                     |
|  | Ron Killings i Sonjay Dutt  | Pin                         | Chris Sabin i Shocker       | Pin  |                         |                         |  |  |                     |                     |
|  |                             |                             | Chris Sabin i Shocker       | Pin  |                         |                         |  |  |                     |                     |
|  |                             | Alex Shelley i Sean Waltman | 7:20                        |      |                         |                         |  |  |                     |                     |
|  | Abyss i Shark Boy           | Alex Shelley i Sean Waltman | 7:20                        | 4:10 |                         |                         |  |  |                     |                     |
|  | Abyss i Shark Boy           |                             |                             | 4:10 |                         |                         |  |  |                     |                     |
|  | Alex Shelley i Sean Waltman | Pin                         |                             |      |                         |                         |  |  |                     |                     |
|  | Alex Shelley i Sean Waltman | Pin                         | Alex Shelley i Sean Waltman | Pin  |                         |                         |  |  |                     |                     |
|  |                             |                             | Alex Shelley i Sean Waltman | Pin  |                         |                         |  |  |                     |                     |
|  |                             | Lance Hoyt i Konnan         | 4:22                        |      |                         |                         |  |  |                     |                     |
|  | Lance Hoyt i Konnan         | Lance Hoyt i Konnan         | 4:22                        | Pin  |                         |                         |  |  |                     |                     |
|  | Lance Hoyt i Konnan         |                             |                             | Pin  |                         |                         |  |  |                     |                     |
|  | Kip James i Petey Williams  | 6:49                        |                             |      |                         |                         |  |  |                     |                     |
|  | Kip James i Petey Williams  | 6:49                        |                             |      |                         |                         |  |  |                     |                     |

## Odbiór gali
James Caldwell z Pro Wrestling Torch uważał, że starcie Chrisa Sabina i Shockera przeciwko Simonowi Diamondowi i Mikeyowi Battsowi było niezłym otwarciem turnieju, w którym zawodnicy zaprezentowali solidny wrestling. Jeśli chodzi o drugi pojedynek, Caldwell ocenił, że B.G. James i Ron Killings „podkopali ducha turnieju Candido”, tańcząc w połowie swojego spotkania. Pozytywnie odniósł się do współpracy Alexa Shelleya z Seanem Waltmanem, wydających się „naturalnym połączeniem”. Wyraził przy tym nadzieję na dłuższą współpracę obu wrestlerów. Półfinałową walkę Sabina i Shockera przeciwko Duttowi i Killingsowi określił „solidnym meczem z niezłą mini-fabułą, w której Sabin i Shocker mieli problem z komunikacją, mimo to doszli do porozumienia i odnieśli zwycięstwo”. Finał opisał jako „standardowy tag team match”, który jednak „skutecznie opowiadał historię Waltmana i Shelleya, robiących wszystko, aby wygrać, podczas gdy napięcie między Shockerem i Sabinem narastało, w efekcie czego, pierwszy z nich zerwał współpracę". W podsumowaniu Caldwell uznał Waltmana i Shelleya za wiarygodną drużynę od pierwszej rundy turnieju, życzył im zwycięstwa na Unbreakable, co nadałoby świeżości dywizji tag teamowej.
Ryan Droste, redaktor portalu Wrestleview, w swoich sprawozdaniach oceniał poszczególne mecze za pomocą skali pięciogwiazdkowej. W porządku chronologicznym rozgrywania pojedynków nadał walkom ćwierćfinałowym następujące noty: **3/4, **, ** i ** 1/4. Spotkania półfinałowe ocenił odpowiednio na ** i **3/4, natomiast finał otrzymał od niego ** 1/2 gwiazdki.

## Po turnieju
W finałowym pojedynku Chris Sabin złamał szczękę. Zawodnik otrzymał pomoc medyczną za kulisami, ponieważ nastąpiło u niego obfite krwawienie z ust. W rezultacie Sabin musiał odwołać występ na gali Pro Wrestling Guerrilla (PWG), która miała miejsce 19 sierpnia. Alex Shelley również doznał urazu, biorąc udział w turnieju. Narzekał na ból kręgosłupa, ale pojawił się na przywołanej już gali PWG. Tam pogłębił kontuzję, co zmusiło go do opuszczenia dwóch występów w Ring of Honor, na które był zapowiadany.
Na Unbreakable The Naturals obronili NWA World Tag Team Championship w Four Way Elimination Tag Team matchu, walcząc przeciwko Alexowi Shelleyowi i Johnny’emu Candido, America’s Most Wanted i Teamowi Canada. Johnny Candido zastąpił Seana Waltmana, który z niewyjaśnionych wówczas przyczyn nie pojawił się na gali. Początkowo Shelley walczył samotnie, jednak wkrótce Johnny, który siedział wśród publiczności wraz z kilkoma członkami swojej rodziny, przeskoczył przez barierki ochronne i zmienił się z nim, zostając równocześnie jego partnerem drużynowym. Chwilę później Andy Douglas przypiął nowo przybyłego zawodnika po kopnięciu go w krocze i wykonaniu na nim roll–upu. W ten sposób Alex Shelley i Johnny Candido odpadli z pojedynku.
Chociaż Sean Waltman był w Orlando podczas Unbreakable, nie zdążył dotrzeć na miejsce we właściwym czasie. Władze federacji nie były zadowolone z jego nieobecności, dlatego nie zapowiadały jego występów przez cztery miesiące do czasu Final Resolution (15 stycznia 2006). Tam wrestler zwyciężył Ravena w No Disqualification matchu, zmuszając go do opuszczenia federacji (był to element storyline’u).